# Hrabstwo Ogemaw
Hrabstwo Ogemaw (ang. Ogemaw County) – hrabstwo w stanie Michigan w Stanach Zjednoczonych. Obszar całkowity hrabstwa obejmuje powierzchnię 574,63 mil² (1 488,30 km²). Według danych z 2010 r. hrabstwo miało 21 699 mieszkańców. Hrabstwo powstało w 1840 roku, a jego nazwa pochodzi od zanglizowanego słowa ogimaa pochodzącego z języka odżibwe i oznaczającego wodza.

## Sąsiednie hrabstwa
- Hrabstwo Oscoda (północ)
- Hrabstwo Alcona (północny zachód)
- Hrabstwo Iosco (zachód)
- Hrabstwo Arenac (południowy zachód)
- Hrabstwo Gladwin (południowy zachód)
- Hrabstwo Roscommon (zachód)
- Hrabstwo Crawford (północny zachód)

## Miasta
- Rose City
- West Branch

## CDP
- Prescott (wieś)
- Lupton
- Skidway Lake